# (17029) Cuillandre
(17029) Cuillandre (1999 FM6) – planetoida z grupy pasa głównego asteroid okrążająca Słońce w ciągu 4,76 lat w średniej odległości 2,83 j.a. Odkryta 17 marca 1999 roku.